# Chloroclystis lunata
Chloroclystis lunata là một loài bướm đêm trong họ Geometridae.